# El jardín de senderos que se bifurcan
«El jardín de senderos que se bifurcan» es un cuento escrito en 1941 por el escritor y poeta argentino Jorge Luis Borges. Fue la primera de sus obras en ser traducida al inglés, publicada en la Ellery Queen's Mystery Magazine de agosto de 1948.
Se ha indicado que el tema del cuento presagia la interpretación de los muchos mundos de la mecánica cuántica, así como la existencia de la hipernarrativa. Es posible que esté inspirado en la obra del filósofo y escritor de ciencia ficción Olaf Stapledon.
La historia dio su nombre a la colección de cuentos El jardín de senderos que se bifurcan, publicada en 1941; esta colección fue publicada nuevamente en su totalidad dentro de Ficciones en 1944.

## Argumento policial

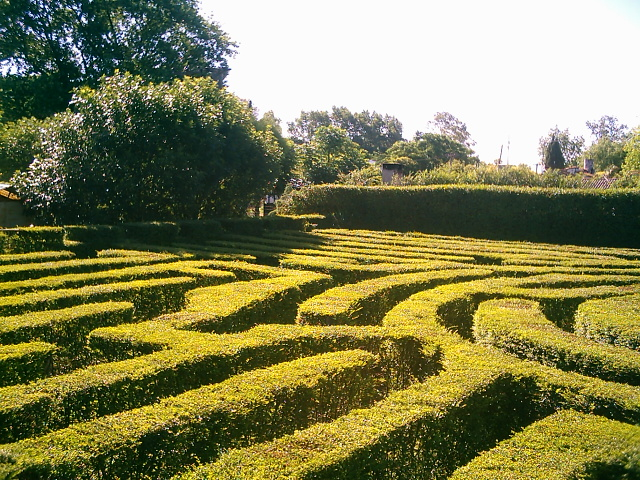
"Antes de exhumar esta carta, yo me había preguntado de qué manera un libro puede ser infinito. No conjeturé otro procedimiento que el de un volumen cíclico, circular. Un volumen cuya última página fuera idéntica a la primera, con posibilidad de continuar indefinidamente[...]"

Yu Tsun, espía y protagonista de la historia, debe cumplir una misión para los oficiales alemanes (en realidad a él no le importa este país bárbaro, que lo ha obligado al espionaje). Acosado por el implacable capitán Richard Madden (un irlandés a la orden de Inglaterra, que fue acusado de traidor y busca ahora compensar su error con la captura de dos agentes del Imperio alemán; era el portador de la orden de arresto del espía prusiano Viktor Runeberg, a quien hirió de muerte en defensa propia), huye en busca del sabio sinólogo Stephen Albert, con un propósito que solo se revela al final. Yu Tsun encuentra la dirección de la casa de Albert en la guía telefónica. Este vive en un suburbio de Fenton, específicamente en la aldea de Ashgrove, a media hora en tren. Apenas se cierra la puerta del tren, ve a Madden corriendo hacia el ferrocarril en la estación: lo ha estado siguiendo y casi lo atrapa, pero no logra alcanzar el tren; técnicamente, Yu Tsun puede huir, pues el tren sale cada cuarenta minutos. Una vez en Ashgrove, por obra de una fortuita coincidencia borgeana, Albert reconoce a Yu Tsun como el bisnieto de Ts'ui Pên, un astrólogo chino que se había propuesto dos tareas inconcebibles: construir un laberinto infinitamente complejo y escribir una novela interminable, el libro extraordinario: El Jardín de Senderos que se Bifurcan. Después de su muerte se pensó que había fracasado por cuanto la existencia del laberinto no estaba clara y la novela no sólo estaba incompleta sino que resultaba absurda e incoherente (por ejemplo, algunos personajes morían y reaparecían en capítulos posteriores). Para sorpresa de Yu Tsun, Albert le revela que ha descubierto el secreto de la enigmática novela: el libro es el laberinto, y el laberinto no es espacial sino temporal. El jardín es la imagen incompleta del universo como lo concebía Ts'ui Pên. Pero Yu Tsun tiene el problema de Madden que está por entrar a detenerlo, y decide obrar con su plan: matar al sinólogo para que la noticia salga en los periódicos y, de este modo, su jefe (que está en Berlín y no sabe de la muerte de Runeberg ni del destino de Yu Tsun) pueda descifrar la información secreta que Yu Tsun ha obtenido previamente: en la ciudad de Albert se encuentra el nuevo parque de artillería británico.

## Metáfora del tiempo
En el cuento, El jardín de senderos que se bifurcan es el nombre de una supuesta novela china, que representaría el tiempo. Borges escribió en el prólogo de Ficciones que El jardín de senderos que se bifurcan es una pieza policial. En el cuento se lee:

"El jardín de senderos que se bifurcan es una enorme adivinanza, o parábola, cuyo tema es el tiempo; esa causa recóndita le prohíbe la mención de su nombre. Omitir siempre una palabra, recurrir a metáforas ineptas y a perífrasis evidentes, es quizá el modo más enfático de indicarla. Es el modo tortuoso que prefirió, en cada uno de los meandros de su infatigable novela, el oblicuo Ts'ui Pên. (...) no emplea una sola vez la palabra tiempo. La explicación es obvia:"El jardín de senderos que se bifurcan" es una imagen incompleta, pero no falsa, del universo tal como lo concebía Ts'ui Pên. A diferencia de Newton y de Schopenhauer, no creía en un tiempo uniforme, absoluto. Creía en infinitas series de tiempos, en una red creciente y vertiginosa de tiempos divergentes, convergentes y paralelos. Esa trama de tiempos que se aproximan, se bifurcan, se cortan o que secularmente se ignoran, abarca todas las posibilidades."

## Poema inscripto
El texto tiene, como otras obras de Borges, párrafos que parecen provenir de otro contexto literario. Es famoso el poema de verso libre que integra el comienzo del relato:

En la ventana estaban los tejados de siempre
y el sol nublado de las seis.
Me pareció increíble que ese día
sin premoniciones ni símbolos
fuera el de mi muerte implacable.
A pesar de mi padre muerto,
a pesar de haber sido un niño
en un simétrico jardín de Hai Feng,
¿yo, ahora, iba a morir?
Después reflexioné que todas las cosas
que suceden a uno suceden
precisamente, precisamente ahora.
Siglos de siglos y solo en el presente
ocurren los hechos;
innumerables hombres en el aire,
en la tierra y el mar,
y todo lo que realmente pasa me pasa a mí.